# Max Huttler
Max Huttler (* 12. Mai 1823 in München; † 1. Dezember 1887 in Augsburg) war ein deutscher katholischer Priester, Verleger und Mitglied der Kammer der Abgeordneten  des Bayerischen Landtags.

## Herkunft und Ordensmann
Huttler kam als Sohn des Arztes Franz Xaver Huttler und seiner Frau Else zur Welt. Er wurde auf den Namen Anton getauft. 1840 schloss er das (heutige) Wilhelmsgymnasium München ab und trat 1842 in das Benediktinerkloster St. Stephan  in Augsburg ein. Dort erhielt er den Ordensnamen Maximilian und wurde am 13. November 1845 zum Priester geweiht. Von 1845 bis 1850 wirkte Huttler als Studienlehrer an der Lateinschule des Klosters. 1850 wurde er an der Universität Freiburg im Fach Philosophie promoviert und bekleidete bis 1852 eine Professur für Philosophie am Lyzeum seines Klosters. Schon seit 1849 sind Zweifel Huttlers an der Entscheidung für das Ordensleben erkennbar, in denen sich grundsätzliche Kritik am Benediktinerorden, Enttäuschung über das eigene Fortkommen und Querelen über das von Huttler ins Kloster eingebrachte Erbteil mischten. 1854 schließlich verließ er das Kloster, nachdem man sich über den Verbleib des Schlösschens Lechhausen nahe Augsburg (Huttlers Erbe) beim Kloster geeinigt hatte.

## Redakteur und Verleger
Huttler stieg ins Zeitungsgeschäft ein und wurde eine der bedeutendsten Verlegerpersönlichkeiten im Umfeld der katholischen Bayerischen Patriotenpartei. Zunächst wirkte er als Redakteur beim Augsburger Stadt- und Landboten, der als volkstümlicher Ableger der anspruchsvolleren Augsburger Postzeitung angelegt war. Noch 1855 wurde er Mitglied der Redaktion der Augsburger Postzeitung. 1857 kaufte er zunächst den Augsburger Stadt- und Landboten und benannte ihn in Neue Augsburger Zeitung um, dann auch die Augsburger Postzeitung. 1859 kam als weiteres Blatt der Augsburger Anzeiger hinzu. Mit dem Erwerb einer Druckerei in Augsburg 1860/61 konnte Huttler seine Zeitungen selbst drucken. Noch 1861 eröffnete er in Augsburg eine Buchhandlung, eine Leihbücherei und gründete einen Leseverein. Seine gesamten Unternehmungen fasste er als Literarisches Institut von Dr. Max Huttler zusammen. Nach der Reichsgründung übernahm er zudem den in München erscheinenden Bayerischen Kurier, der den Münchener patriotischen Parteikreisen nahestand. 1874 schließlich gründete Huttler einen eigenen Buchverlag in München (seit 1877 in Augsburg). Finanzielle Schwierigkeiten – nur die Neue Augsburger Zeitung war auch kommerziell erfolgreich – zwangen ihn 1885, Konrad Fischer als Teilhaber in seine Firma aufzunehmen. Das Unternehmen firmierte nun als Literarisches Institut Dr. Max Huttler & Cie. Nach Huttlers Tod übernahm Fischer das Unternehmen als alleiniger Eigentümer.

## Politiker
Huttler gehörte der Kammer der Abgeordneten  des Bayerischen Landtags von 1869 bis 1875 an. Bei den Wahlen im Mai 1869 errang er ein Mandat im Stimmkreis Günzburg, bei den Neuwahlen im November 1869 im Stimmkreis Mindelheim, das er bis zum Ende der Wahlperiode wahrnahm. Basis seiner Wahlerfolge war die Verwurzelung in der katholischen Vereinsszene Augsburgs und natürlich, dass er als Verleger der Neuen Augsburger Zeitung und der Augsburger Postzeitung zu den Meinungsführern im katholischen Bayern, insbesondere im schwäbischen Raum gehörte. Dabei profilierte er die Augsburger Postzeitung als „Hauptblatt der gemäßigten, liberal-konservativen Variante des süddeutschen Katholizismus“ und damit dezidiert gegen radikale Blätter wie Johann Baptist Sigls Bayerisches Vaterland oder das Fränkische Volksblatt in Würzburg, bei dem in den 1870er Jahren Alois Rittler als Redakteur arbeitete. Die unterschiedlichen Richtungen des politischen Katholizismus fanden sich nun auch in der katholischen Landtagsfraktion wieder, die sich im Sommer 1869 zur Patriotischen Fraktion zusammenschloss: der Gründungsakt der Bayerischen Patriotenpartei, zu deren Vätern Huttler somit gerechnet werden darf. 
Zwar gehörte Huttler dem Landtag nur sechs Jahre an, doch fielen in diese Zeit die großen Debatten und wegweisenden Abstimmungen auf dem Weg zur Gründung des Deutschen Kaiserreichs: Der Landtag hatte im Juli 1870 über die Bewilligung der Kriegskredite zu befinden (Deutsch-Französischer Krieg) und im Januar 1871 über die Zustimmung zu den Novemberverträgen. Huttler gewinnt hier historische Bedeutung, weil beide Abstimmungen in der Kammer der Abgeordneten für die Regierung Ludwigs II.  nur zu gewinnen waren, wenn die Patrioten oder ein Teil der Fraktion zustimmten; Huttler gehörte neben Kammerpräsident Ludwig von Weis und Johann Nepomuk Sepp zu den führenden Abgeordneten jenes Fraktionsflügels, der sich gegen die von Joseph Edmund Jörg geführte ablehnende Fraktionsmehrheit stellte und mit den Liberalen für die Kriegskredite (19. Juli 1870) und für die Novemberverträge (21. Januar 1871) stimmte. Nur so war ein übereinstimmendes Votum von König, Kammer der Reichsräte und Kammer der Abgeordneten zu erzielen, wie es die Bayerische Verfassung von 1818 verlangte, nur so auch war Bayerns Weg ins Kaiserreich zu beschreiten. Die Gruppe um Weis und Huttler hatte sich schon vor der Abstimmung vom 21. Januar von der patriotischen Fraktion getrennt und formierte sich Ende Januar unter dem Namen Centrum zu einer eigenen Fraktion (ca. 30 Mitglieder). Die meisten dieser Abgeordneten aber, auch Huttler selbst, kehrten angesichts des einsetzenden Bayerischen Kulturkampfes schon Ende 1871 in die Fraktion der Patrioten zurück.  

## Werke
- Die Religions-Philosophie des Raymundus von Sabunde : ein Beitrag zur Geschichte der Philosophie. Augsburg: Kollmann, 1851
- Das Buch als Gegenstand des Kunstgewerbes, 1881.